# Mangabe (Maevatanana)
Pour les articles homonymes, voir Mangabe.
Mangabe est une commune rurale malgache, du district Maevatanana, située dans la partie nord de la région de Betsiboka.